# Папа Стефан II
Папа Стефан II (лат. Stephanus Secundus; 26. април 757.) је био 92. папа од 26. марта 752. до 26. априла 757. Понтификат Стефана II обиљежава историјску границу између византијског и франачког папства. У његово вријеме, Рим је био суочен са нападом Лангобарда, када је Стефан II отишао у Париз да тражи помоћ од Пипина Малог. Пипи је поразио Лангобарде и поклонио папи освојене територије, што је на крају довело до оснивања Папске државе.